# Synchroonzwemmen op de Olympische Zomerspelen 1996 – Team
Het onderdeel team van het synchroonzwemmen op de Olympische Zomerspelen 1996 in Atlanta vond plaats op 30 juli en 2 augustus 1996.
Voor de technische routine gingen de deelnemers een reeks verplichte onderdelen in een voorgeschreven volgorde uitvoeren. De tijdslimiet was twee minuten en vijftig seconden. De muziekkeuze en choreografie waren ter beoordeling van elk team. Voor de vrije routine waren er geen andere specificaties dan de tijdslimiet van vijf minuten. Bij zowel de technische als de vrije routine kende een panel van tien juryleden (vijf voor technische verdiensten en vijf voor artistieke impressie) punten toe van 0 tot 10, in stappen van één tiende punt.
Toen de scores voor technische verdienste en artistieke indruk werden berekend voor een totaalscore, werd de score voor de technische routine voor 35 procent meegewogen en die voor de vrije routine voor 65 procent. Deze twee scores werden vervolgens gecombineerd om de totale medaille-indeling te bepalen.
Het goud werd gewonnen door de Amerikaanse ploeg, het zilver ging naar de Canadese ploeg en de Japanse ploeg won het brons.

## Uitslag
| Rang   | Land             | Namen | Routine   | Routine | Totaal |
| Rang   | Land             | Namen | Technisch | Vrij    | Totaal |
| ------ | ---------------- | --- | --------- | ------- | ------ |
| Goud   | Verenigde Staten | Suzannah Bianco Tammy Cleland Becky Dyroen-Lancer Heather Pease Jill Savery Nathalie Schneyder Heather Simmons-Carrasco Jill Suddeth Emily Lesueur Margot Thien   | 34,720    | 65,000  | 99,720 |
| Zilver | Canada           | Karen Clark Sylvie Fréchette Janice Bremner Karen Fonteyne Christine Larsen Erin Woodley Cari Read Lisa Alexander Valerie Hould-Marchand Kasia Kulesza            | 34,277    | 64,090  | 98,367 |
| Brons  | Japan            | Miya Tachibana Akiko Kawase Rei Jimbo Miho Takeda Raika Fujii Miho Kawabe Junko Tanaka Riho Nakajima Mayuko Fujiki Kaori Takahashi                                | 34,183    | 63,570  | 97,753 |
| 4      | Rusland          | Jelena Azarova Jelena Antonova Olga Broesnikina Maria Kisseljeva Gana Maximova Olga Novoksjtsjenova Julia Pankratova Olga Sedakova Anna Joerijajeva Marina Lobova | 33,950    | 63,310  | 97,260 |
| 5      | Frankrijk        | Marianne Aeschbacher Viriginie Dedieu Julie Fabre Myriam Lignot Delphine Marechal Charlotte Massardier Magali Rathier Eva Riffet Céline Leveque Isabelle Manable  | 33,460    | 62,616  | 96,076 |
| 6      | Italië           | Giada Ballan Serena Bianchi Mara Brunetti Manuela Carnini Brunella Carrafelli Maurizia Cecconi Paola Celli Letizia Nuzzo Giovanna Burlando Roberta Farinelli      | 32,807    | 61,446  | 94,253 |
| 7      | China            | Long Yan Li Min Lin Yuanyuan Wu Chunlan Chen Xuan Guo Cui Fu Yuling Pan Yan Jin Na Li Fei                                                                         | 33,110    | 61,014  | 94,124 |
| 8      | Mexico           | Olivia González Wendy Aguilar Aline Reich Ingrid Reich Lilian Leal Patricia Vila Ariadna Medina Erika Leal Berenice Guzman Perla Ramírez                          | 33,04     | 60,796  | 93,836 |